# منای، نیوساوت ولز
منای (به انگلیسی: Menai) یک حومه شهر در استرالیا است که در نیو ساوت ولز واقع شده‌است.